# Honda GB 500 Clubman
Die Honda GB 500 Clubman ist ein klassisches Naked Bike des japanischen Honda-Konzerns. Im ersten Baujahr 1985 als GB 500 TT nur für den japanischen Markt zugänglich, wurden später in den Jahren 1989 und 1990 insgesamt 4.584 Stück für den amerikanischen Markt und 1.727 Stück für den japanischen Markt gebaut.

## Geschichte
Als die Clubman im Sommer 1992 in Deutschland in den Handel kam, handelte es sich bei den rund 1.000 offiziell eingeführten Motorrädern um einen Restbestand an Motorrädern, der sich in Amerika als Ladenhüter erwiesen hatte. In den drei Jahren zwischen Produktion und deutscher Markteinführung wurde die Clubman in verhältnismäßig großer Stückzahl als Grauimport aus Amerika nach Deutschland eingeführt.
Als der offizielle deutsche Honda-Importeur die Motorräder 1992 in den Handel brachte, wurden die Motorräder trotz ihres Alters zum recht hohen Neupreis von DM 7.760 angeboten (die Honda XBR 500 wurde bis 1990 zum Preis von zuletzt unter DM 5.000 verkauft). Anders als bei den Grauimporten kamen die Kunden des offiziellen Handels in den Genuss einer zweijährigen Herstellergarantie.
Technisch lehnt sich die Clubman größtenteils an das „Schwestermodell“ Honda XBR 500 an. Die Clubman wird aufgrund der etwas geringeren Sitzhöhe fallweise von kleineren Fahrern bevorzugt, zumal sie durch einen schmaleren Vorderreifen auch etwas agiler fährt als die XBR.
Die Maschinen beider Baujahre wurden ausschließlich in der Farbe black green metallic (Honda Farbcode: G-125 M) verkauft, deren grüne Farbnuance nur bei Sonnenschein erkennbar ist und so ein reizvolles Farbspiel erzeugt. Fälschlicherweise werden daher viele dieser Motorräder als schwarz inseriert.
Eine weitaus seltenere Farbvariante ist die fast baugleiche, jedoch bereits 1985 hergestellte Bordeaux-farbene (candy musenrot, Farbkennung R-104 CU) GB 500 TT mit geringfügig anderer Tankform, die ausschließlich für den asiatischen Markt bestimmt war und in Deutschland daher äußerst selten im Straßenbild je zu sehen ist. Die japanische GB 500 TT ist im Gegensatz zu der Clubman mit einem Hauptständer versehen, ein Sekundärluftsystem fehlt.
Die Clubman hat, anders als die Honda XBR 500, ein Sekundärluftsystem, das aufgrund der restriktiveren Abgasvorschriften in den USA eingeführt worden war. Über einen durch Unterdruckschlauch vom Vergaser und Membran gesteuerten und zwischen Luftfilter und Vergaser beginnenden Nebenluftsystem werden die Abgase noch im Auslasskanal des Zylinders mit unverbrauchter Luft angereichert, was über eine Nachreaktion mit den Abgasen zu Verringerungen im Ausstoß von Kohlenmonoxid und  Kohlenwasserstoffen führt. Das Sekundärluftsystem wurde ab 1991 auch für den deutschen Markt an weiteren Viertakt-Einzylindermodellen von Honda, so unter anderem auch an der Honda NX 650 Dominator eingeführt.
Das Aussehen der Clubman orientiert sich an den klassischen Motorrädern der 1950er und frühen 60er Jahre: die „geduckte“ Haltung des Motorrads spielt auf die englischen Cafe Racer an. Rein optisch erinnert die Clubman an Motorräder wie die AJS „Boy Racer“ 350, Velocette Venom Thruxton oder BSA Goldstar. Dieses Aussehen wurde beispielsweise auch mit der Triumph Thruxton 900 wieder aufgegriffen.
Das Konzept des klassischen Designs wurde von Honda wie oben kurz geschildert bereits Anfang/Mitte der 1980er Jahre mit den Modellen GB 250 und GB 400 TT erfolgreich auf dem japanischen Markt angeboten. 1985 wurde daher von Honda Motors, ausschließlich für den japanischen Markt, die GB 500 TT (PC16) mit 40 PS bei 7.000 min−1 und GB 400 TT (NC20) mit 34 PS bei 7.500 min−1gebaut.
Die GB 500 TT wurde zu einem Preis von umgerechnet DM 6.400 angeboten.

## Technische Daten

### Motor
- Luftgekühlter Einzylinder-Viertaktmotor mit Sekundärluftsystem
- Obenliegende Nockenwelle, die vier radial angeordneten Ventile werden über Schlepp- und Kipphebel gesteuert
- Trockensumpfschmierung
- kontaktlose Kondensatorzündung
- Hubraum: 498 cm³
- Bohrung × Hub: 92 × 75 mm
- Verdichtung: 8,9 : 1

### Fahrwerk
Einschleifenrahmen aus Stahlrohr mit geteilten Unterzügen, Telegabel, Schwinge aus Stahlrohr, vierfach verstellbare Federbeine,
vorn Doppelkolben-Scheibenbremse, hinten Simplex-Trommelbremse, Drahtspeichenräder mit Aluminiumhochschulterfelgen.
- Federweg vorn: 105 mm
- Federweg hinten: 96 mm
- Felgengröße vorn: 2.15 × 18
- Felgengröße hinten: 2.50 × 18
- Reifengröße vorn: 90/90 S 18 sowie 100/90 S 18
- Reifengröße hinten: 110/90 S 18 sowie 120/90 S 18

### Maße und Gewichte
- Radstand: 1.410 mm
- Gewicht (betankt): 178 kg
- Zuladung: 127 kg / je nach Eintragung
- Zul. Gesamtgewicht: 306 kg
- Tankinhalt/Reserve: 16,5 / 3,5 L

### Fahrleistungen
- Beschleunigung 0–100 km/h: 7,0 s (9,3 s)

### Service-Daten
- Service-Intervalle: alle 6.000 km
- Ölwechsel: alle 6.000 km
- Ölfilterwechsel: alle 12.000 km
- Motoröl: SAE 10W40, 20W50
- Füllmenge: 1,6 Liter (mit Filterwechsel: 1,8 Liter)

### Ausstattung/Preis
Farbe: Dunkelgrünmetallic (black green metallic, Honda Farbcode: G-125 M)

28 kW / 20 kW

Neupreis: DM 7.770,00 netto

### Modelljahre
Man kann die Baujahre der Clubman anhand der Motornummer erkennen:
- 1985 GB500 TT (JP/NZ): PC16E-10.....
- 1989 GB500 Clubman (USA): PC16E-20.....
- 1990 GB500 Clubman (USA): PC16E-21.....

## Kritik
„Einmal in Fahrt, bereitet die GB 500 reichlich Freude. Das Fahrwerk ist gut abgestimmt und der Hasardeur hat ein gutes Gefühl für die Beschaffenheit des Fahrbahnbelages. Muss er wegen eines Defekts an der Maschine schrauben, ist das kaum ein Problem. Weil Honda bei der Clubman – wie bei Motorrädern aus der Zeit meist üblich – recht simple Technik verbaut hat, sind einfache Reparaturen rasch erledigt.“

„Die GB zitiert eine Zeit, als Geschwindigkeit noch ein Ehrfurcht gebietendes Phänomen war. Nur mit viel Anlauf streicht ihre dünne Tachonadel über die 100 Meilen auf dem „Speedometer“. Macht Tempo 160 im metrischen System. Das war in den wilden Sechzigern das Maß, wenn verwegene Fahrer auf ihren Café Racern "the ton" knackten. Für 42 PS hätte man damals seine Freundin eingetauscht. Heute reicht das nicht mehr für Heldentum.“